# Секи
Секи (яп. 関市 Сэки-си) — город в Японии, находящийся в префектуре Гифу. Площадь города составляет 472,84 км², население — 89 514 человек (1 июля 2014), плотность населения — 189,31 чел./км². Является центром ножевой промышленности Японии, где сосредоточены производства мировых брендов (Mcusta, Cold Steel, Spyderco).
Рядом с городом есть сад с прудом — любимое место почитателей таланта Клода Моне и многочисленных путешественников.

## Географическое положение
Город расположен на острове Хонсю в префектуре Гифу региона Тюбу. С ним граничат города Гифу, Мино, Минокамо, Какамигахара, Геро, Гудзё, Ямагата, Мотосу, Оно и посёлки Томика, Сакахоги, Хитисо.

## Население
Население города составляет 89 514 человек (1 июля 2014), а плотность — 189,31 чел./км². Изменение численности населения с 1980 по 2005 годы:
| 1980 | 78 529 чел. |  |
| 1985 | 83 363 чел. |  |
| 1990 | 87 117 чел. |  |
| 1995 | 90 147 чел. |  |
| 2000 | 92 061 чел. |  |
| 2005 | 92 597 чел. |  |

## Символика
Деревом города считается криптомерия, цветком — хризантема, птицей — обыкновенный зимородок.